# Taylor Rochestie
Taylor Rochestie (ur. 1 lipca 1985 w Houston) – amerykański koszykarz żydowskiego pochodzenia, posiadający także czarnogórskie obywatelstwo, występujący na pozycjach rozgrywającego oraz rzucającego obrońcy.
W 2009 reprezentował Los Angeles Lakers w pięciu spotkaniach podczas letniej ligi NBA w Las Vegas. 8 września 2017 został zawodnikiem serbskiej Crvenej zvezdy mts Belgrad.
19 sierpnia 2018 został zawodnikiem chińskiego Fujian Sturgeons.
26 października 2019 dołączył do greckiego Olympiakosu Pireus.

## Osiągnięcia
Stan na 7 maja 2021, na podstawie, o ile nie zaznaczono inaczej.
NCAA
- Uczestnik turnieju NCAA (2008)
- Zaliczony do I składu:
  - Pac-12 (2009)
  - pierwszoroczniaków konferencji USA (2005)

Drużynowe
- Mistrz:
  - EuroChallenge (2010)
  - Serbii (2018)
  - chińskiej ligi NBL (2019)[6]
- Wicemistrz:
  - Ligi Adriatyckiej (2018)
  - Niemiec (2011)
  - Francji (2012)
  - Włoch (2014)
- Zdobywca:
  - pucharu:
    - Ligi Izraelskiej (2015)
    - Izraela (2016)
    - Prezydenta Turcji (2011)

  - superpucharu Włoch (2013)
- Finalista pucharu:
  - Włoch (2014)
  - Serbii (2018)

Indywidualne
- MVP:
  - EuroChallenge Final Four (2010)
  - miesiąca:
    - ligi francuskiej (grudzień 2011)
    - ligi VTB (listopad 2014)

  - I rundy TOP 16 Euroligi (2014/15)
- Laureat nagród:
  - Alphonso Ford Trophy (2015)
  - Najlepszy nowo-przybyły zawodnik niemieckiej ligi BBL (2010)
- Lider strzelców Euroligi (2015)
- Zaliczony do:
  - I składu Ligi Adriatyckiej (2018)[7]
  - II składu ligi niemieckiej (2010)
- Uczestnik meczu gwiazd ligi:
  - francuskiej LNB Pro A (2012)
  - VTB (2017)[8]
- Zwycięzca konkursu rzutów za 3 punkty ligi niemieckiej (2010)

Reprezentacja
- 2-krotny uczestnik kwalifikacji do Eurobasketu (2012, 2014)